# 西班牙之路

西班牙之路的示意圖：
主要道路
輔助道路
哈布斯堡治下的西班牙（勃艮第領地）
哈布斯堡治下的西班牙（阿拉貢和義大利領地）
哈布斯堡治下的奧地利

西班牙之路（西班牙語：Camino Español 或 Camino de los Españoles）是16世紀末17世紀初的一條軍事道路和貿易路線，連接米蘭公國、弗朗什-孔泰和西屬尼德蘭，這些當時均屬於哈布斯堡王朝統治下的西班牙帝國。它也被稱為西班牙大方陣之路（西班牙語：Camino de los Tercios Españoles）或撒丁走廊 （西班牙語：Corredor Sardo）。
西班牙之路最初由腓力二世創建，作為西班牙在八十年戰爭期間對荷蘭共和國作戰的重要動脈。對於西班牙來說，走海路從西班牙向低地國家運送軍隊和補給會快得多——當時的帆船通常每天可以航行約200公里，而士兵在西班牙路每天只有23公里。然而，沿著英吉利海峽航行的也意味著要面對法國人、英國人和荷蘭人的攻擊。在此期間，這三個國家都對西班牙充滿敵意。因此西班牙從相對安全的西地中海水域將軍隊運送到意大利，然後沿著從米蘭到盧森堡的1,000公里長的西班牙之路向北到達西屬尼德蘭。此外從米蘭向东北，還可以通過蒂羅爾到達同屬哈布斯堡王室統治下的奧地利。
在八十年戰爭（1567年至1633年）期間，約有123,000人通過這條陸路被運送到西屬尼德蘭，而通過其他海路運送的人數僅為17,600。在法蘭西王國在三十年戰爭中加入荷蘭一側並佔領沿途的西班牙領土後，這條道路最終被切斷。

## 相關文獻
- Cecil John Cadoux, Philip of Spain and the Netherlands (United States of America: Archon Books, 1969), 64–67.
- Ciro Paoletti, A military history of Italy, (Westport CN: Greenwood Praeger, 2007)
- Geoffrey Parker, The Army of Flanders and the Spanish Road 1567-1659: The Logistics of Spanish Victory and Defeat in the Low Countries' Wars. Second Ed.(Cambridge: Cambridge University Press, 2004, ISBN 978-0-521-54392-7 paperback).
- Herbert H. Rowen, ed. The Low Countries in Early Modern Times (New York: Harper and Row, Publishers, Inc., 1972), xviii.
- Herman Van der Wee, The Low Countries in the Early Modern World, trans. Lizabeth Fackelman (Great Britain: Ashgate Publishing Limited, 1993), 26.
- Jonathan I. Israel, The Dutch Republic and the Hispanic World, 1606-1661 (New York: Oxford University Press, 1989), 1-11.
- William Gaunt, Flemish Cities: Their History and Art (Great Britain: William Gaunt and Paul Elek Productions Limited, 1969), 103.